# Strenzketoma
Strenzketoma är ett släkte av urinsekter. Strenzketoma ingår i familjen Isotomidae.
Släktet innehåller bara arten Strenzketoma buddenbrocki.